# Maison au 23, route de Lyon à Fegersheim
La maison au 23, route de Lyon est un monument historique situé à Fegersheim, dans le département français du Bas-Rhin.

## Localisation
Ce bâtiment est situé au 23, route de Lyon à Fegersheim.

## Historique
L'édifice fait l'objet d'une inscription au titre des monuments historiques depuis 2000.